# 巴格肖山
71°25′S 67°14′W / 71.417°S 67.233°W
巴格肖山是南極洲的山峰，位於帕爾默地西岸，海拔高度2,200米，在1935年11月23日由美國的探險家拍攝照片，現時由南極條約體系管理。